# Fai rumore
Fai rumore (italienisch für „Du bist laut“) ist ein Lied des italienischen Sängers Diodato aus dem Jahr 2020. Es wurde von Diodato zusammen mit Edwyn Roberts geschrieben und gewann das Sanremo-Festival 2020.

## Hintergrund
Diodato wurde nach seiner Teilnahme am Sanremo-Festival 2014 (Platz zwei der Newcomer-Kategorie) erstmals einem größeren Publikum bekannt. Nach einem achten Platz beim Sanremo-Festival 2018 (zusammen mit Roy Paci) wurde schließlich Diodatos Teilnahme am Festival 2020 bekanntgegeben.
Diodato und Koautor Edwyn Roberts hatten sich bei einem Songwritercamp kennengelernt, das ihre Labels veranstaltet hatten. Fai rumore war bei gemeinsamen Studioaufnahmen im Winter 2019 relativ spontan entstanden. Diodato stellte das Lied im Lauf des ersten Abends des Sanremo-Festivals (am 4. Februar) vor und konnte sich im Finale am 8. Februar schließlich gegen den Televoting-Favoriten Francesco Gabbani durchsetzen. Außerdem wurden ihm für das Lied der Kritikerpreis, der Pressepreis und der Premio Lunezia für den besten Text verliehen.
Diodato hätte das Lied auch beim Eurovision Song Contest 2020 in Rotterdam präsentieren sollen, wobei Italien als Mitglied der „Big Five“ direkt für das Finale qualifiziert gewesen wäre. Aufgrund der fortschreitenden COVID-19-Pandemie wurde der Wettbewerb jedoch abgesagt. Durch den Sieg der Italienischen Band Måneskin in Rotterdam beim Eurovision Song Contest 2021 im darauffolgenden Jahr erhielt Diodato die Möglichkeit, das Lied als Pausenfüller im ersten Halbfinale des Eurovision Song Contest 2022 zu präsentieren.

## Inhalt
Im Text des Liedes geht es um die Stille, die das Ende einer Liebe begleitet. Außerdem ist er eine Einladung, nicht alles für sich zu behalten, sondern zu kommunizieren.
Der Sänger spricht zu einer nicht näher bezeichneten Person, die laut ihm die „unnatürliche Stille“ (silenzio innaturale) zwischen ihnen durchbrechen könne, „laut“ sei (fai rumore), und zu der es ihn hinzieht, auch wenn er nicht weiß, ob es gut für ihn ist. Er könne gar nicht mehr ohne die „wunderschönen Geräusche“ (bellissimo rumore), die sie mache.

## Musik
Die Ballade beschränkt sich musikalisch in erster Linie auf Gesang und Klavierbegleitung, das Schlagzeug setzt erst ab der zweiten Strophe ein. Sie beginnt direkt ohne Einleitung mit der ersten Strophe, es folgen Refrain, zweite Strophe und zweiter Refrain. Als Bridge fungiert ein wiederholter Instrumentalteil, in dem der Backgroundgesang in den Vordergrund rückt. Der letzte Refrain mündet in einen kurzen Schlussteil.

## Kommerzieller Erfolg
| ChartsChartplatzierungen | Höchstplatzierung | Wochen |
| ------------------------ | ----------------- | ------ |
| Italien (FIMI)           | 1 (27 Wo.)        | 27     |
| Schweiz (IFPI)           | 36 (1 Wo.)        | 1      |